# Rubus yuliensis
Rubus yuliensis là loài thực vật có hoa trong họ Hoa hồng. Loài này được Y.C. Liu & F.Y. Lu miêu tả khoa học đầu tiên năm 1976.